# Ana Guštin
Ana Guštin Dragojević (Karlovac, 1. studenoga 1961.), hrvatska atletičarka. Bivša jugoslavenska juniorska rekorderka na 400 metara. U kasnijoj karijeri dugoprugašica. Uspješan atletski trener i pedagog, viši trener specijalist atletike, trenerica i dugogodišnja predsjednica u AK Ka-tim iz Karlovca. 
U razdoblju od 1977. do 1979. godine natjecala se pod zastavom bivše Jugoslavije te je bila doprvakinja države na 400 metara, 1979. godine i osvajačica zlatne i srebrne medalje na 4x400 i 400 metara na Mediteranskim igrama u Splitu.
Prvi put je nastupila na Balkanskim igrama u Bukureštu 1977. godine gdje je osvojila brončanu medalju u štafeti 4x400m.
Kao reprezentativka Jugoslavije nastupila je na Balkanskim igrama za juniore 1978. u Ankari i osvojila srebrnu medalju na 400 metara i zlatnu u štafeti 4 x 100m. Iste sezone nastupa i u seniorskoj reprezentaciji Jugoslavije na Balkanskim igrama u Solunu i osvaja brončanu medalju u štafeti 4 x 400m. 1978. u Oltenu  (Švicarska) na tromeču Švicarske, Francuske i Jugoslavije i oborila jugoslavenski juniorski rekord na 400 metara s rezultatom 55,25.
Sljedeće 1979. godine bilježi najveće uspjehe u karijeri: ponovno obara jugoslavenski juniorski rekord na 400 metara na juniorskom prvenstvu Evrope U Bydgoszu (Poljska) s rezultatom 54,52. Na Prvenstvu Jugoslavije u Sarajevu osvaja srebrnu medalju na 400 metara iza starije kolegice i prijateljice Jelice Pavličić te osvaja 2 medalje na Mediteranskim igrama 1979. u Splitu: Srebro na 400 metara opet iza Jelice Pavličić i zlato na 4x400 metara u štafeti s njom.  
Godine 1978. dobitnica je nagrada za najbolju sportašicu grada Karlovca i za najbolju juniorku SR Hrvatske, a 1979. godine ponovno nagrade za najbolju juniorku SR Hrvatske te dobitnica nagrade Atletskog saveza Jugoslavije - zlatnika s Titovim likom - za najbolju juniorku Jugoslavije.
Nakon kratke i uspješne karijere u veteranskoj karijeri prelazi na duge pruge. 2007. godine osvaja prvo mjesto na prvenstvu Hrvatske u krosu-ekipno za seniorke s Vesnom Brajak i Mirjanom Kolar, 2007. i 2008. godine postaje prvakinja Hrvatske u krosu na 4000m za veteranke - apsolutno. Doprvakinja Hrvatske u polumaratonu u svojoj kategoriji. 2009. godine osvaja opet s Vesnom Brajak i Mirjanom Kolar te 3. mjesto na PH u maratonu i planinskom te cestovnom kupu Hrvatske.
Uspješan atletski trener i pedagog. U višedesetljetnom radu odgaja mnoge uspješne karlovačke atletičare, od onih najmlađih do seniora i veterana, s brojnim medaljama na prvenstvima Hrvatske i brojnim drugim uspjesima. Kao dipl. sportski trener specijalist atletike radi u Atletskom klubu Ka-tim u Karlovcu prvenstveno s mladima na poboljšanju motoričkih i funkcionalnih sposobnosti, te na njihovom psihosomatskom razvoju. Udata, majka dvoje djeci, živi i radi u Karlovcu.

## Vanjske poveznice
- Complete 1979 Mediterranean Games Standings.
- Mediterranean Games – Past Medallists. GBR Athletics.
- [neaktivna poveznica]